# Atopsyche huacachaca
Atopsyche huacachaca är en nattsländeart som beskrevs av Schmid 1989. Atopsyche huacachaca ingår i släktet Atopsyche och familjen Hydrobiosidae. Inga underarter finns listade i Catalogue of Life.